# Хеппнер, Петер
Петер Хеппнер (нем. Peter Heppner; 7 сентября 1967, Гамбург, Германия) — экс-вокалист немецкого synth-pop-дуэта Wolfsheim, также он сотрудничал с другими исполнителями, среди которых Йоахим Витт, Goethes Erben, Хосе Альварез-Брилль, Ким Сандерс, Camouflage, Sotiria, Nena, Schiller и Пол ван Дайк.

## Биография
Первый успех пришёл к Wolfsheim в 1991 году после выхода сингла «The Sparrows And The Nightingales». В 1998 году Йоахим Витт и Петер Хеппнер записали трек Die Flut, положивший начало успешной сольной деятельности Петера. Совместно с Schiller были записаны «Dream Of You» (2001) (получившая множество музыкальных наград, в том числе немецкую Echo) и «Leben… I Feel You» (2003). Сотрудничество с Шиллером открыло голос Хеппнера широкой аудитории, не знакомой с творчеством Wolfsheim.
В 2004 году совместно с Полом ван Дайком была записана композиция «Wir Sind Wir». Эта работа вызвала неоднозначную реакцию у публики и в адрес музыкантов стали поступать обвинения в национализме. Несмотря на это, «Wir Sind Wir» попала в Top-10 немецких хит-парадов, а в 2005-м году была исполнена в честь 15-й годовщины падения Берлинской стены и объединения Германии (совместно с Бабельсбергским оркестром радио и телевидения).
Также в декабре 2004 года Хеппнер участвовал в записи сингла «Aus Gold» (в качестве приглашённого вокалиста совместно с Milu и Kim Sanders). Очередной его совместной работой стала композиция «Vielleicht?» (2005), созданная в сотрудничестве с Хосе Альварезом.
По мнению Маркуса Рейнхардта, сольная деятельность Хеппнера конкурировала с деятельностью Wolfsheim, из-за чего Рейнхардт подает на него в суд, а сам Хеппнер перестает быть участником группы. На данный момент Петер Хеппнер выступает сольно.
28 сентября 2018 года спустя шесть лет после выхода второго альбома My Heart Of Stone (2012) на лейбле «Sony Music Entertainment Germany GmbH» выходит третий сольный альбом «Confessions & Doubts». Альбом сопровождается вторым диском «TanzZwang» с танцевальными ремиксами. Кроме того «Confessions & Doubts» издан в виде Limited FanBox, который содержит 4CD: «Confessions & Doubts», «TanzZwang», "Confessions & Doubts (Instrumentals) и бонус CD, на котором представлены оригиналы треков с диска «TanzZwang».

## Дискография

### Студийные альбомы
- Peter Heppner — Solo (2008)
- Peter Heppner — My Heart Of Stone (2012)
- Peter Heppner — Confessions & Doubts / TanzZwang (2018)

### Maxi-CD
- Joachim Witt feat. Peter Heppner — Die Flut (1998)
- New Rock Conference — Heal Yourself (2000)
- Goethes Erben feat. Peter Heppner — Glasgarten (2001)
- Schiller feat. Peter Heppner — Dream Of You (2001)
- Schiller feat. Peter Heppner — Leben… I Feel You (2003)
- Paul van Dyk feat. Peter Heppner — Wir Sind Wir (2004)
- Milu feat. Kim Sanders & Peter Heppner — Aus Gold (2004)
- Jose Alvarez Brill feat. Peter Heppner — Vielleicht? (2005)
- Peter Heppner — Alleinesein (2008)

### Совместные проекты
- Girls Under Glass feat. Peter Heppner — Grey In Grey (Darius / 1992)
- Girls Under Glass feat. Peter Heppner — Reach For The Stars (Darius / 1992)
- Umbra Et Imago feat. Peter Heppner — Away (Infantile Spiele / 1993)
- Umbra Et Imago feat. Peter Heppner — Horst Du Mein Rufen (Mystica Sexualis / 1996)
- Umbra Et Imago feat. Peter Heppner — Black Waves (Mystica Sexualis / 1996)
- Umbra Et Imago feat. Peter Heppner — Lieber Gott… (Mea Culpa / 2000)
- Alice 2 feat. Peter Heppner — In My Life (Brave New World / 2001)
- Umbra Et Imago feat. Peter Heppner — Horst Du Mein Rufen 2005 (Motus Animi / 2005)
- Milu feat. Peter Heppner — Lustschmerz (No Future In Gold / 2005)
- Peter Heppner feat. Nena — Haus Der Drei Sonnen (/2010)
- Camouflage feat. Peter Heppner — Count on Me(/2015)